# Elvio Calderoni
Elvio Calderoni (Treviglio, 28 dicembre 1926 – Albino, 6 giugno 1970) è stato un attore italiano.
Considerato uno dei più brillanti comici di operetta italiana dagli anni '50 fino alla fine degli anni '60, prima della sua prematura scomparsa.

## Biografia
Nato a Treviglio il 28 dicembre 1926, figlio di Dante Calderoni direttore d'orchestra e Adalgisa Posabella, soprano.
Si diploma perito ottico, ma inizia a calcare le scene da giovanissimo al seguito del padre Dante. Nel 1950, durante la stagione teatrale nella compagnia di Wanda Osiris, conosce la bluebell Ann Geraldine Panter, che sposerà nel luglio dell'anno successivo.
Per il Teatro Verdi (Trieste) va in scena nel Castello di San Giusto diretto da Cesare Gallino nel 1953 in Il Fiore delle Hawaii con Eno Mucchiutti, ne Il paese dei campanelli con Anna Campori ed Edda Vincenzi, e in Paganini di Franz Lehár con Mucchiutti. Nel 1954, insieme a Edda Vincenzi, interpreta Cin Ci La.
Per la RAI rappresenta Al cavallino bianco con Nuto Navarrini, la Vincenzi, la Campori e Calderoni, per la regia di Vito Molinari.
Nel 1955, diretto da Gallino, è al Teatro Verdi di Trieste con Madama di Tebe di Carlo Lombardo con Rosy Barsony, Cesare Bettarini e Maria Donati, e al Castello di San Giusto in Ballo al Savoy. con Navarrini; nel 1958 in La casta Susanna di Jean Gilbert con la Barsony, la Vincenzi e Navarrini per la regia di Mario Lanfranchi.
Nel 1958 partecipa ad alcuni sketch del varietà televisivo La via del successo, con Walter Chiari e Carlo Campanini.

## Filmografia
- Bellezze in motoscooter, regia di Carlo Campogalliani (1952)
- La tratta delle bianche, regia di Luigi Comencini (1952)